# Basilika St. Anna (Rengo)

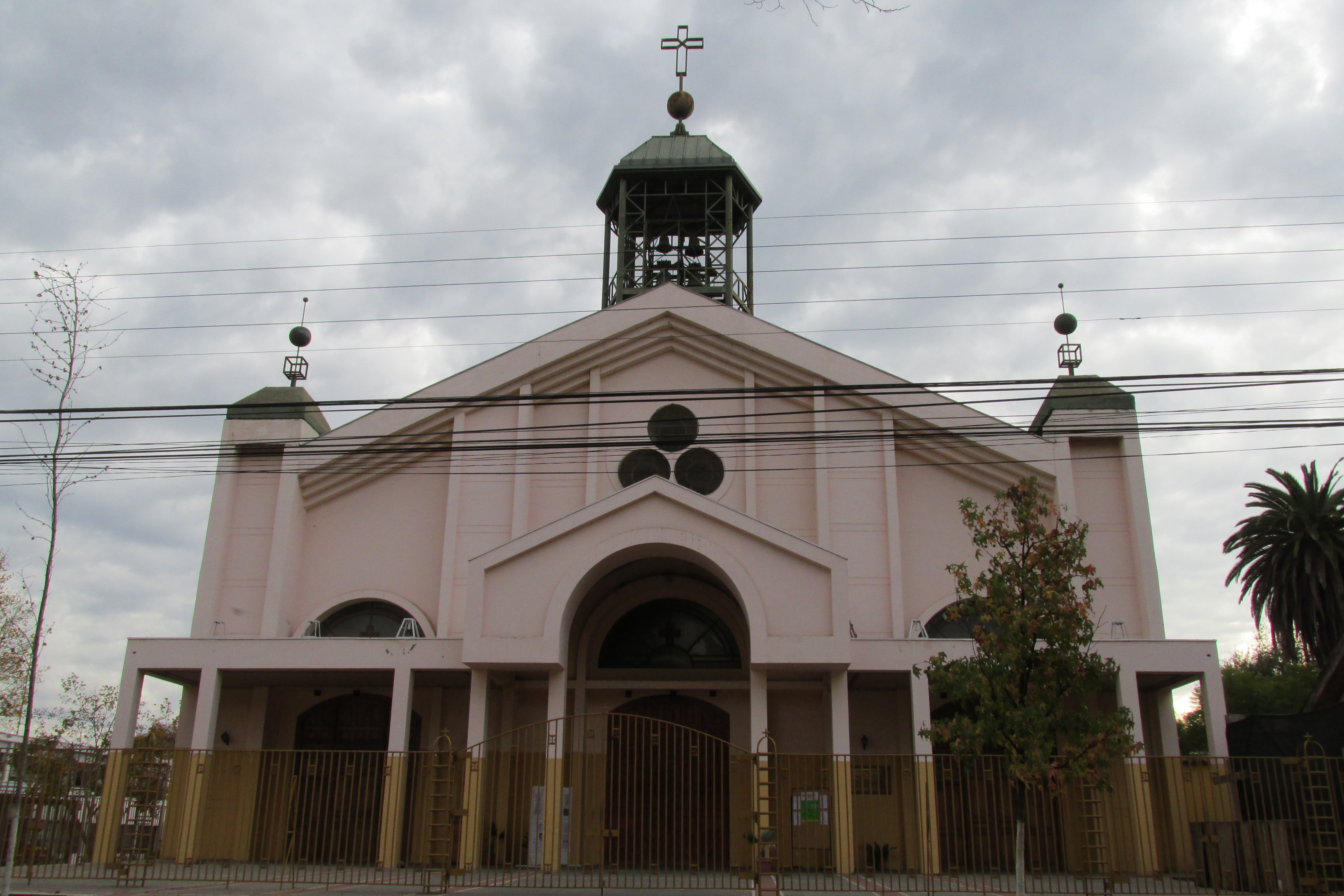
Fassade der Basilika

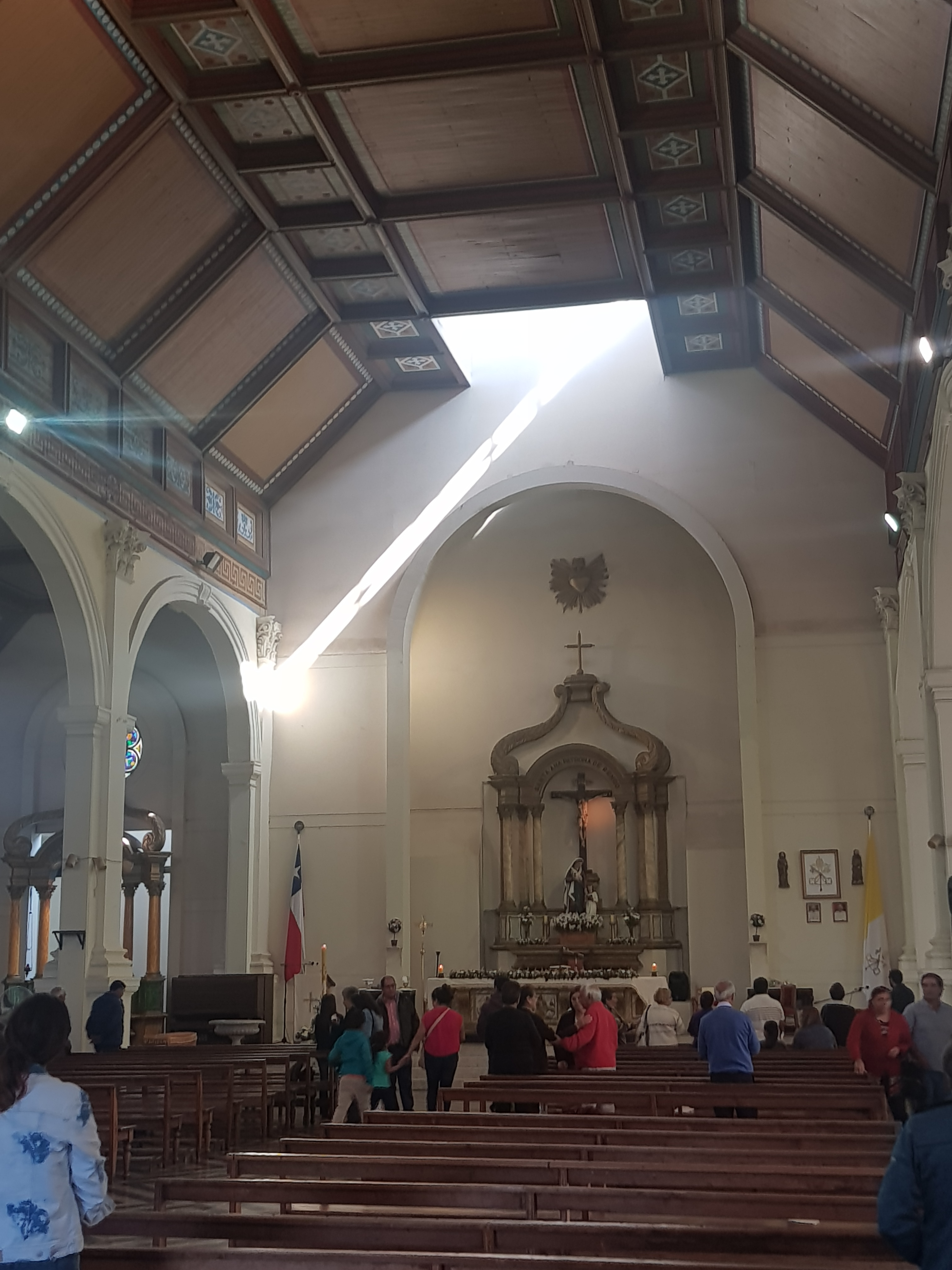
Innenraum der Basilika

Die Basilika St. Anna (spanisch Basílica de Santa Ana) ist eine römisch-katholische Kirche in der Stadt Rengo in der chilenischen Región de O’Higgins. Die zum Bistum Rancagua gehörende Kirche mit dem Patrozinium der hl. Anna trägt die Titel einer Basilica minor und eines Nationaldenkmals.

## Geschichte
1730 wurde am Ort eine erste Kapelle gebaut, die 1792 zur Gründung der Pfarrei führte. Eine 1848 erbaute Kirche St. Anna am Rande des Ortes brannte 1856 ab, die Ausstattung mit vergoldeten Altären, schmiedeeiserne Kerzenleuchtern und Kanzel ging verloren, nur das Holzkruzifix konnte gerettet werden. Es wurde zunächst ein neues Dach für einen Weiterbetrieb errichtet.
Nach Neubauplanungen ab 1858 an einem zentraleren, würdigeren Ort begannen 1877 Verhandlungen über die Errichtung des heutigen Bauwerks auf einem gestifteten Grundstück. Der Bau am Plaza de Armas begann unter Leitung des Baumeisters Jacinto Contreras aus finanziellen Gründen erst 1882 und dauerte bis 1894. Die dreischiffige Staffelkirche mit Apsis wurde mit Altären ausgestattet, die eine Mischung aus Elementen der Romanik und des Barocks zeigen. Die Gemälde kamen aus Frankreich, ebenso wie einige liturgische Paramente. Auf 1050 Quadratmetern bietet die Kirche Platz für maximal zweitausend Menschen. Aus der Eingangsfassade ragt der zunächst hölzerne, jetzt stählerne Glockengiebel heraus, der die Glocken von 1908 trägt.
Die Kirche wurde erst durch das Erdbeben von 1906, bei dem das Holzkruzifix vernichtet wurde, und später durch das Erdbeben von 1985 schwer beschädigt, letzteres zerstörte das Dach und Teile der Fassade. 1991 begann der Wiederaufbau mit verstärkten Mauern, der am 28. September 1996 mit der Weihe feierlich abgeschlossen werden konnte. Am 6. Mai 1997 verlieh Papst Johannes Paul II. der Kirche den Titel einer Basilica minor. Das schwere Erdbeben von 2010 überstand die Basilika gut.